# Beware My Cheating Bart
«Beware My Cheating Bart» (с англ. — «Берегись моего обмана, Барт») — восемнадцатый эпизод двадцать третьего сезона мультсериала «Симпсоны», который вышел на телеканале FOX 15 апреля 2012 года.

## Сюжет
Гомер, Барт и Милхаус идут в торговый центр. Гомер отводит детей на детское кино, а сам решает поесть в ресторанном дворике. Джимбо, Дольф и Кёрни силой заставляют сопровождать девушку Джимбо, Шонну, на фильм с Дженнифер Энистон. Барт и Шонна быстро уходят после того, как увидели ту часть фильма, нужную Шонне (мужская задница). По требованиям Джимбо, Барт и Шонна снова встречаются, и Барт спасает её от беды, боясь наказания. Шонна выражает благодарность Барту, обнажая перед ним грудь, из-за чего Барт оказывается соблазнён и влюблён в неё. Оба решают завести романтические отношения за спиной Джимбо, но их обнаруживают и начинают их искать. Парочка прячется в магазине комиксов, но им всё равно приходится вернуться обратно. Шонна бросает и Джимбо, и Барта. Благодаря Лизе Барт получает наказание (его держит Джимбо вверх ногами, чтобы «привить богобоязненность»).
В это время Гомер покупает в торговом центре суперсовременную беговую дорожку от хитрого продавца. Лиза показывает Гомеру, что он может смотреть телевизор без проводов, и он увлекается старым сериалом «Застрявшие» (англ. Stranded). Мардж узнаёт, что Гомер тренируется не на самом деле, и в гневе рассказывает Гомеру ответы на загадки сериала, которые он долго пытался узнать сам (в прошлом он во время, когда Мардж и его подруги обсудили этот сериал, гневно отразил сериал как «самый худший сериал, включая начало серии», а сам не помнит этого). Гомер зол на Мардж, но романтический вечер, который она запланировала, возвращает всё в нормальное состояние.